# 12100 Amiens
12100 Amiens eller 1998 HR149 är en asteroid i huvudbältet som upptäcktes den 25 april 1998 av den belgiske astronomen Eric W. Elst vid La Silla-observatoriet. Den är uppkallad efter den franska staden Amiens.
Asteroiden har en diameter på ungefär 3 kilometer.